# Carlos Garcia Knight
Carlos Garcia Knight (* 6. Mai 1997) ist ein neuseeländischer Snowboarder. Er startet in den Freestyledisziplinen.

## Werdegang
Garcia Knight nimmt seit 2012 an Wettbewerben der Ticket to Ride World Snowboard Tour und der FIS teil. Dabei belegte er bei den Snowboard-Juniorenweltmeisterschaften 2014 in Chiesa in Valmalenco den 12. Platz in der Halfpipe und den siebten Rang im Slopestyle. Im folgenden Jahr holte er bei den Snowboard-Juniorenweltmeisterschaften in Yabuli die Silbermedaille im Slopestyle. Sein Debüt im Weltcup hatte er im Februar 2015 in Park City, welches er auf dem 41. Platz im Slopestyle beendete. Im März 2016 wurde er jeweils im Slopestyle bei den Burton US Open in Vail Vierter und beim Spring Battle in Flachauwinkl Zweiter. Bei den Snowboard-Weltmeisterschaften 2017 in Sierra Nevada kam er auf den 18. Platz im Big Air und auf den siebten Rang im Slopestyle. Nach Platz drei im Slopestyle beim Weltcup in Cardrona zu Beginn der Saison 2017/18, belegte er bei den Winter-X-Games 2018 in Aspen den 17. Platz im Slopestyle und bei den Olympischen Winterspielen 2018 in Pyeongchang den 11. Platz im Big Air und den fünften Rang im Slopestyle. Bei den Snowboard-Weltmeisterschaften 2019 in Park City errang er den 19. Platz im Slopestyle.